# 辻村益朗
辻村 益朗（つじむら ますろう、1934年 - ）は、日本の装丁家、絵本作家。福音館古典童話シリーズや福音館文庫、『タンタンの冒険』シリーズなど、ロングセラーの児童書の装丁を多く手がけた。

## 人物
愛知県岡崎市出身。街道筋の宿屋の家系に生まれる。母親は和装の師匠をしていた。1949年、愛知県立岡崎北高等学校に入学。1年生のとき1学年上の瀬川康男を知る。高校時代は瀬川とともに美術クラブに所属した。愛知学芸大学（現・愛知教育大学）美術科卒業。
1960年8月1日、同郷の瀬川の初めての絵本『きつねのよめいり』（松谷みよ子・文）が福音館書店の月間絵本こどものとも53号として出版される。これは、辻村のレイアウトで完全原稿の形に仕上げられ、福音館書店の編集者だった松居直のもとに持ち込まれたものだった。松谷みよ子・瀬川康男コンビの作品としては、その他にあかちゃんのほんシリーズの『いないないばあ』『いいおかお』『あなたはだあれ』『もうねんね』（童心社、1967年～1968年）、『日本のむかし話 1～8』（フレーベル館、2002年～2003年）などの装丁を手がけた。
1968年から福音館古典童話シリーズの装丁を担当。『海底二万海里』（1973年）、『神秘の島』（1978年）、『ガリヴァー旅行記』（1988年）、『ハックルベリー・フィンの冒険』（1997年）、『ニルスのふしぎな旅』（2007年）などにおいては表紙装画も担当した。児童書を中心にこれまでに1000冊以上の本を手がけた。
盟友の瀬川が2010年に他界。辻村は2011年7月に出版された『瀬川康男画集 いきとしいけるもの』（講談社）の監修を行った。
「絵入り本」の研究・蒐集家としても知られる。

## 著書
- 斎藤たま・文『親子であそぶあやとり絵本 あやとり いととり 1～3』福音館書店、1982年11月1日。
- 『親子であそぶおりがみ絵本 伝承おりがみ Ⅰ～Ⅲ』福音館書店、1984年5月1日。
- 『親子であそぶおりがみ絵本 伝承おりがみ Ⅳ』福音館書店、1995年6月15日。ISBN 978-4-8340-1322-1。
- 『親子であそぶつくりかた絵本 つくってあそぶ 1～3』福音館書店、1987年4月。
- 『本のれきし5000年』福音館書店、1992年10月1日。ISBN 978-4-8340-1139-5。
- 『かいぶつ ぞろぞろ』福音館書店、2004年6月20日。ISBN 978-4-8340-1983-4。